# Bruysi Péter
Bruysi Péter vagy más átírásokban Brueyi Péter  (francia: Pierre de Bruys vagy Bruis vagy Brueys, Petrus Brusius; kb. 1095 – 1131 körül) középkori francia vándorprédikátor volt, a róla elnevezett mozgalom alapítója. 
A vele kapcsolatos információk két fennmaradt forrásból származnak, Petrus Venerabilisnak a Bruysi Péter követői ellen írt értekezéséből  és a Pierre Abélard skolasztikus teológus által írt  részletből, aki az egyház felforgatójaként ítélte őt el.

## Élete
A források szerint a délkelet-franciaországi Bruisban született. Korai életének története ismeretlen, de római katolikus pap volt, aki vagy lemondott vagy a klérus megfosztott hivatalától, mert egyházellenes tanokat tanított. 
Prédikációját Dauphinéban és Provence-ban kezdte, valószínűleg 1117 és 1120 között. 
A helyi püspökök, akik felügyelték az egyházmegyéket, próbálták elnyomni a tanításai nyomán kialakult mozgalmat.
Számos katolikus vallási gyakorlatot és tant ellenzett, és sok követőt talált, kisebb mozgalom alakult ki körülötte. Végül az egyház ösztönözte  feldühödött katolikus csőcselék elfogta és Saint-Gillesben, Arles közelében megégette.

## Tanításai
Elutasította az Ószövetség tekintélyét, valamint az egyházatyákét és a katolikus egyházét, a katolikus hierarchiával együtt.
Tanításaiban számos ponton szembehelyezkedett a katolikus egyházzal: 
- a csecsemőkeresztség elutasítása, mert csak a személyes hit vezethet üdvösséghez, de a kisgyermekeknek nem lehet hite a keresztelésükkor és senkit nem lehet addig megkeresztelni, míg el nem jutott a szellemi érettség fokára;
- az átlényegülés tanának elutasítása; a kenyér és bor nem változik át Krisztus testévé és vérévé;
- a szentségeknek a halottaknak való kiszolgáltatásának elutasítása, az értük végzett imák és szertartások semmit nem használnak;
- a kereszt kultuszának elutasítása; a keresztet nem volt hajlandó szent jelképnek tekinteni, mert számára Krisztus halálának eszköze nem imádható vagy tisztelhető;
- a templomok használatának elutasítása; Isten bárhol tisztelhető és imádható.

## Követői
A kívülállók a követőit a nevéről az ún. petrobruziánusok  vagy más neveken a petrobrusiánusok  petrobrusiak  hívták. De ezeket az elnevezéseket a követők soha nem fogadták el. Clairvaux-i Bernát panaszkodott, hogy a hívők nem fogadnak el semmiféle nevet, ami az alapítójukra utalhatna. Így ír erről: „Tudakozódjál náluk, ki a szektájuk szerzője, és ők mindig rámutatnak arra, hogy ilyen nincs. Miféle eretnekség ez – kérdezi, – amely nem tudja kiemelni a kezdeményezőt: a főeretneket? 
Tanításaikat gyakran elítélte a római katolikus egyház, és az 1139-es második lateráni zsinaton is említést kaptak.
A követői: 
- Az Újszövetségben csak az evangéliumokat fogadták el, az Ószövetséget elutasították.
- Nem gyakorolták a csecsemőkeresztelést, mivel a gyerekek az életkoruk miatt nem értették meg a jelentését.
- Az eucharisztiát elutasították.
- Nem volt állandó istentiszteleti helyük; mivel Istent mindenhol lehet imádni, keresztek nélkül.
- Elutasították a papi cölibátust.
- Elutasították a halottakért való misét.

Lausanne-i Henrik misztikus 1135 körül vette át a tanításait és Bruysi Péter halála után kissé módosítva tovább terjesztette azokat. Az ő követőit Henriciens néven hívták. Clairvaux-i Bernát a római egyházhoz való visszatérésért kezdett prédikálni Dél-Franciaországban  és 1146 végén a toulouseiaknak írt levelében arra szólította fel őket, hogy irtsák ki az eretnekség utolsó maradványait.
Henrik követői a halála után a katharok mozgalmába olvadtak bele, de még 1151-ből is ismertek Languedocban.
Nincs viszont bizonyíték arra, hogy Waldo Pétert (Pierre Valdo) vagy bármely más későbbi vallási reformátort közvetlenül befolyásolta volna Bruysi Péter.

## Emlékezete
Az Ószövetségről és az újszövetségi levelekről alkotott elutasító nézetét nem osztották az olyan későbbi protestáns személyiségek, mint Luther Márton vagy John Smyth angol protestáns teológus. Azonban sokan, például egyes evangéliumi protestánsok  és az anabaptisták a protestáns reformáció előfutáraként tartják számon.